# ساتوشي اساياما
ساتوشي اساياما (باليابانية: 浅山 郷史) (25 أبريل 1983 في كاناغاوا في اليابان – )؛ هو لاعب كرة قدم سابق كان يلعب كحارس مرمى.